# Kim Chi-ha
Kim Chi-ha, nach ad-hoc-Umschrift auch Kim Ji-ha, (* 4. Februar 1941 in Mŏkp'o in der Provinz Süd-Chŏlla; † 8. Mai 2022 in Wonju) war ein südkoreanischer Schriftsteller.

## Leben
Sein bürgerlicher Name ist Kim Yŏng-il (Hangeul 김영일, Hanja 金英一). Während der Mittelschule bekam sein Vater in Wonju eine Arbeitsstelle und Kim wechselte die Schule. Nach dem Abschluss an der Chungdong Oberschule in Seoul begann er 1959 an der Seoul National University Ästhetik zu studieren. Ein Jahr danach wurde das Fach Ästhetik in die geisteswissenschaftliche Fakultät verlegt. In der neuen Fakultät nahm er an einer Theatergruppe teil und beteiligte sich bald an der Studentenbewegung. Aus diesem Grund verlief seine Studienzeit nicht geradlinig, er wurde beurlaubt, wieder immatrikuliert, unbefristet ausgeschlossen und wieder aufgenommen. Besonders 1964 beteiligte er sich an der Demonstration gegen die unterwürfige Diplomatie des Park Chung-hee-Regimes gegenüber Japan, wurde verhaftet und musste vier Monate im Sŏdaemun-Gefängnis verbringen. Die 1970er Jahre waren für ihn die heftigste und schwerste Zeit. Nach seinem Debüt mit Der Weg der gelben Erde 1969 wurde er mehrmals wegen seiner Veröffentlichungen verurteilt, z. B. im Zusammenhang dem Fall der Fünf Banditen‚ dem Fall Vulgärsprache‚ dem Fall des demokratischen Studentenbunds und dem Fall 1974. Insgesamt verbrachte er sieben Jahre im Gefängnis. Wegen des angeblichen Verstoßes gegen das Nationale Sicherheitsgesetz und der Anstiftung zum Bürgerkrieg wurde er sogar zum Tode verurteilt. Sein Fall avancierte zum internationalen Skandal und führte zu einer weltweiten Bewegung für seine Amnestie. 1975 entschied die Afro-Asiatische Schriftstellerkonferenz ihm den Lotus-Preis zu verleihen und schickte an Präsident Park einen Brief, in dem sie die Freilassung Kims forderte.
Dank der von in- und ausländischen Intellektuellen geführten, anhaltenden Protestaktionen wurde er schließlich 1980 freigelassen. Ein Jahr danach erhielt er den Lotus-Preis und gleichzeitig den Bruno-Kreisky-Preis für seine Verdienste um die Menschenrechte. Im selben Jahr wurde er auch vom World Congress of Poets mit dem Preis als The Great Poet gekrönt. 22 Jahre nach der Veröffentlichung des ersten Gedichtbandes publizierte er 1982 Mit brennendem Durst. Es folgten mehrere Bände wie Fünf Banditen, Erin, Schwarzer Berg, weißes Zimmer, Zum Sternfeld hinaufblickend und Die Qual der Mitte.
Nach seiner Freilassung begann er die Lehre des Altertums und die traditionelle koreanische Kultur neu zu interpretieren und trieb die geistige Bewegung für Zusammenleben und Frieden voran, die ein neues Licht der Zivilisation und eine Alternative sucht. Dieser Wandel des Denkens von Kim Chi-ha, das als Philosophie des Lebens bezeichnet werden kann, wurde in den Essaybänden Leben, Plädoyer für Ongchi, Geliebte und in der Schrift Netzmasche von der Lebensbewegung konkret zum Ausdruck gebracht. Seine "Philosophie des Lebens" entwickelte sich weiter zur Yullyŏ-Lehre und "Bewegung für den neuen Menschen". Die wissenschaftliche Gesellschaft Yullyŏ wurde von ihm gegründet.

## Arbeiten

### Koreanisch

#### Gedichtbände
- 황토 (Gelbe Erde) Seoul: Hanŏlmungo, 1970
- 타는 목마름으로 (Mit brennendem Durst) Seoul: Ch'angjak-kwa pip'yŏng, 1982
- 검은 산 하얀 방 (Schwarzer Berg, weißes Zimmer) Seoul: Pundosa, 1986
- 애린 1․2 (Erin 1, 2) Seoul: Silch'ŏn munhaksa, 1986
- 이 가문 날에 비구름 (Regenwolke am trockenen Tag) 1988
- 별밭을 우러르며 (Zum Sternenzelt hinaufblickend) Seoul: Sol, 1989
- 생명 (Leben) Sol, 1992
- 중심의 괴로움 (Die Qual der Mitte) Seoul: Sol, 1994
- 대설, 남 1, 2, 3, 4, 5 (Großerzählung, Im Süden 1, 2, 3, 4, 5) Seoul: Sol, 1994
- 꽃과 그늘-서정시 100 선 (Blume und Schatten – 100 Lyrik) Seoul: Silch'ŏn munhaksa, 1999
- 마지막 살의 그리움 (Die Sehnsucht nach Menschlichem) Miraesa, 2002
- 유목과 은둔 (Nomaden- und Einsiedlerleben) Ch'angbi, 2004

#### Essaybände
- 김지하의 화두 (Themen Kim Chi-has) Hwanam, 2003
- 생명과 평화의 길 (Weg des Lebens und des Friedens) Munhak-kwa chisŏngsa, 2005

### Übersetzungen

#### Deutsch
- Blütenneid (Wallstein, 2005) ISBN 978-3-89244-985-0
- Mit brennendem Durst: Gedichte und Prosa (R. Seewann Verlag, 1976)
- Aufgehen der Knospe (Abera, 2006) ISBN 978-3-934376-66-3
- Die gelbe Erde und andere Gedichte (Suhrkamp Verlag, 1983) ISBN 978-3-518-11059-1
- Leben / Weißes Zimmer / Ausschlüpfen / Mit brennendem Durst / Geschafft (in: die horen, Zeitschrift für Literatur, Kunst und Kritik, 41 Jg., 4/96)

#### Englisch
- Heart‘s Agony-Selected Poems Chiha (Buffalo/New York. White Pine Press, 1995)

## Auszeichnungen
- 2011 – Minsesang
- 2006 – Manhae Preis
- 2005 – Preis für das beste Gedicht und Dichtkunst
- 2003 – Kongch'o Literaturpreis
- 2002 – Taesan Literaturpreis
- 2002 – Manhae Literaturpreis
- 2002 – Chŏng Chi-yong Literaturpreis
- 1981 – Preis für neue Dichter der internationalen Dichtergemeinschaft, Bruno-Kreisky-Preis
- 1975 – Lotus Sonderpreis der Asiatisch-Afrikanischen Autorengemeinschaft